# Рахинянська сільська рада
| Рахинянська сільська рада — орган місцевого самоврядування у Долинському районі Івано-Франківської області з адміністративним центром у с. Рахиня. Водоймища на території, підпорядкованій даній раді: річка Сівка. Сільській раді підпорядковані населені пункти: - с. Рахиня |

## Склад ради
Рада складається з 16 депутатів та голови.

### Керівний склад ради
| ПІБ                        | Основні відомості                                                 | Дата обрання | Дата звільнення |
| -------------------------- | ----------------------------------------------------------------- | ------------ | --------------- |
| Депутат Ярослава Василівна | Сільський голова, 1951 року народження, освіта, позапартійна      | 26.03.2006   | 31.10.2010      |
| Мельник Богдан Миколайович | Сільський голова, 1951 року народження, освіта вища, безпартійний | 31.10.2010   |                 |

Примітка: таблиця складена за даними джерела